# Souhey
Souhey is een gemeente in het Franse departement Côte-d'Or (regio Bourgogne-Franche-Comté) en telt 92 inwoners (2009). De plaats maakt deel uit van het arrondissement Montbard.

## Geografie
De oppervlakte van Souhey bedraagt 2,8 km², de bevolkingsdichtheid is dus 32,9 inwoners per km².
De onderstaande kaart toont de ligging van Souhey met de belangrijkste infrastructuur en aangrenzende gemeenten.

## Demografie
Onderstaande figuur toont het verloop van het inwonertal (bron: INSEE-tellingen).